# Metaleptobasis selysi
Metaleptobasis selysi – gatunek ważki z rodziny łątkowatych (Coenagrionidae). Występuje na terenie Ameryki Południowej.